# Daryl Runswick
Daryl Runswick (* 12. Oktober 1946 in Leicester) ist ein britischer Jazzmusiker (Bass, Piano, Komposition, Arrangements).

## Leben und Wirken
Runswick erhielt bereits mit fünf Jahren Klavierunterricht; mit zehn Jahren wechselte er zum Cello, mit zwölf an den Kontrabass. Ein Jahr später spielte er in einer lokalen Band Traditional Jazz. Nachdem er drei Jahre Musik in Cambridge studiert hatte, erhielt er seinen Bachelor. Während dieser Zeit arbeitete er im Cambridge Jazz Club, wo er auch durchreisende Musiker begleitete. Nach einer Station in Edinburgh zog er 1968 London, wo er zunächst im Quintett von John Curtis/Ian Bird Arbeit fand. Er begleitete dann Bobby Wellins, die London Jazz Four, Barbara Thompson und Lionel Grigson/Peter Burden. Von 1970 bis 1983 gehörte er zur Band von John Dankworth und Cleo Laine, zunächst als Bassist, dann als Keyboarder; Laine nahm 15 seiner Songs auf. In dieser Zeit war er auch mit Ray Russell, Kenny Wheeler, Ian Hamer und Tubby Hayes zu hören und begleitete auch Frank Sinatra und Count Basie bei einem Konzert in der Royal Festival Hall. Er ist auch auf Aufnahmen von Blossom Dearie, Alan Parsons, Barbara Dickson, Georgie Fame, Annie Ross und Hoagy Carmichael zu hören.
Seit 1984 konzentrierte er sich auf das Arrangieren und Komponieren, unter anderem für die King’s Singers und für Electric Phoenix. Auch komponierte er für die Spielfilme Gullsandur (1985) and No Surrender (1985) und die Fernsehserie Seekers (1993).
Zwischen 1995 und 2005 lehrte er Komposition am Trinity College of Music. Er verfasste das Buch Rock, Pop and Jazz Arranging.

## Lexikalische Einträge
- John Chilton Who’s Who of British Jazz, Continuum International Publishing Group, London 2004, ISBN 0-8264-7234-6